# Sestertie

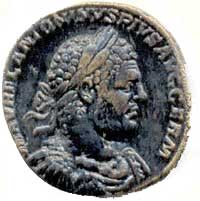
Sestertie met afbeelding van keizer Caracalla

De sestertie (meervoud: sestertiën) (maar ook de Latijnse naam sestertius wordt veel gebruikt, met het meervoud sestertii) is een messing (geelkoperen) munt die veel werd gebruikt tijdens de eerste 260 jaar van het Romeinse Keizerrijk. Door hun grote formaat, tijdens de eerste helft van de eerste eeuw vaak meer dan 35mm diameter, leenden deze munten zich uitstekend voor het uitbeelden van bijzondere gebeurtenissen en voor propagandadoeleinden. De mooiste exemplaren werden geslagen tijdens de eerste twee eeuwen van het Romeinse keizerrijk. De sestertie was tevens een belangrijke rekeneenheid in de Romeinse tijd: vooral grote bedragen werden in de regel in sestertii uitgedrukt.

## Herkomst

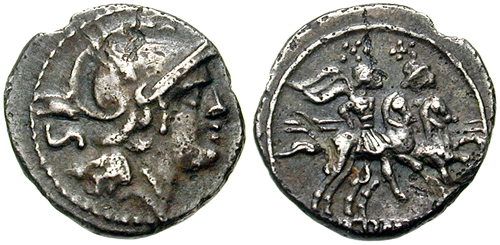
Een zilveren sestertie (na 211 v.Chr.) met een gehelmd hoofd van Roma met IIS erachter (linkerzijde) en de paardrijdende Dioscuren met ROMA in het lineaire kader eronder (rechterzijde).
Bron: CNG coins.

De sestertie is rond 211 v.Chr. geïntroduceerd als een kleine zilveren munt. Deze was twee-en-een-halve as waard, vandaar de herkomst van het woord uit 'semis' (half) en 'tertius' (derde). Hij werd echter niet veel gebruikt. Rond 140 v.Chr. veranderde de waarde van 2,5 naar 2 assen. Vanaf omstreeks 44 v.Chr. zijn geen zilveren sestertii meer geslagen. Keizer Augustus voerde bij de munthervorming van 23 v.Chr. de sestertie opnieuw in, nu als aantrekkelijke, grote en in nieuwstaat goudachtig blinkende munt met een waarde van 4 assen (1/4 denarius).

## Waarde
De sestertie was in waarde gelijk aan 1/100 aureus, 1/4 denarius en 2 dupondii of 4 koperen assen. De munt werd gemaakt van messing, een legering van koper en zink, en woog ongeveer 27 gram. In de eerste eeuw bedroeg een laag salaris circa 40 sestertii, en verdiende een legionair 80 sestertii per maand. De gemiddelde Romein at voor zo'n 25-30 sestertii per maand brood - maar buiten de stad Rome lagen de prijzen de helft lager.

## Inflatie

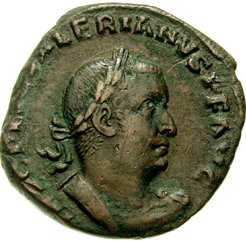
Sestertie met afbeelding van keizer Valerianus

Gedurende het Romeinse Keizerrijk vond een geleidelijke geldontwaarding plaats. Ook de sestertii verloren in de loop der jaren steeds meer waarde. Ze werden steeds kleiner totdat ze onder keizer Trajanus Decius nog maar de helft van hun oorspronkelijke waarde bezaten. De door deze keizer in de derde eeuw, op experimentele basis, ingevoerde dubbele sestertie woog soms minder dan één sestertie uit de eerste eeuw. De dubbele sestertie is te herkennen aan het portret van de keizer, doordat deze een zg. stralenkroon draagt in plaats van de lauwerkrans op de gewone sestertie (dit was de standaardmanier om een verdubbeling van een denominatie aan te geven daar waar anders mogelijkerwijs verwarring kon ontstaan door geringe verschillen in grootte van een bepaalde muntsoort en zijn verdubbeling). De dubbele sestertie bleef echter grotendeels een experiment en werd niet overgenomen door de directe opvolgers van Trajanus Decius. Alleen onder keizer Postumus (260-268) werd de dubbele sestertie nog met zekerheid geslagen.
Onder keizer Aurelianus werd de sestertie voor het laatst geslagen als onderdeel van een monetaire hervorming die het in verval geraakte muntstelsel weer nieuw leven in moest blazen (sommige experts zien zelfs aanwijzingen voor een kleine productie van de dubbele sestertie in deze periode). Na Aurelianus echter (vanaf 275) zette de inflatie verder door en was het gedaan met de productie van de sestertie. De munt verdween langzaam uit het monetaire verkeer. Het definitieve einde kwam met de grote hervorming van het muntstelsel onder Diocletianus aan het begin van de 4e eeuw. Met de sestertie verdween tevens een traditie van drie eeuwen artistiek hoogstaande stempelsnijkunst die in het West- en Oost-Romeinse rijk niet meer geëvenaard zou worden.

## Materiaal

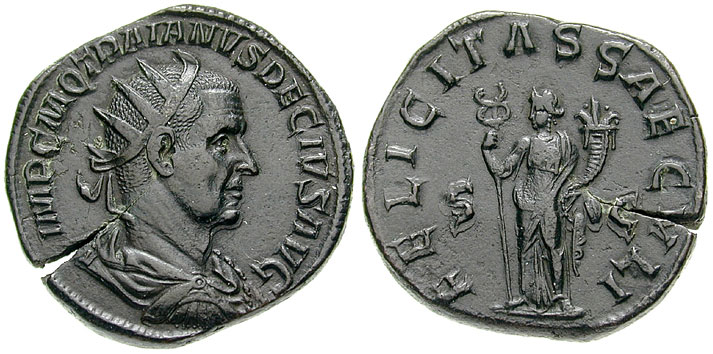
Dubbele sestertius van Trajanus Decius

De legering die voor de sestertie en ook de dupondius werd gebruikt heet orichalcum, letterlijk goudbrons, een legering van hoofdzakelijk koper en zink. Door de vaak groene patina worden de orichalcum munten nu vrijwel altijd 'brons' genoemd, maar in feite gaat het om messing. Het zinkgehalte kan sterk variëren. Met name in de 3e eeuw werd het zinkgehalte in de regel steeds lager.
Aes · Antoninianus · Argenteus · As · Aurelianianus · Aureus · Barbaarse imitatie · Cistophorus · Denarie · Dupondius · Follis · Miliarense · Nummus · Quadrans · Quincunx · Semis · Sestertie · Siliqua · Solidus · Spintria · Tessera · Triens